# Graceville, Minnesota
Graceville là một thành phố thuộc quận Big Stone, tiểu bang Minnesota, Hoa Kỳ. Năm 2010, dân số của thành phố này là 577 người.

## Dân số
- Dân số năm 2000: 605 người.
- Dân số năm 2010: 577 người.